# Hrasno Gornje
Hrasno Gornje är en ort i Bosnien och Hercegovina.   Den ligger i entiteten Federationen Bosnien och Hercegovina, i den östra delen av landet, 80 km nordost om huvudstaden Sarajevo. Hrasno Gornje ligger 513 meter över havet och antalet invånare är 655.
Terrängen runt Hrasno Gornje är huvudsakligen kuperad, men västerut är den platt.Runt Hrasno Gornje är det ganska tätbefolkat, med 86 invånare per kvadratkilometer.. Närmaste större samhälle är Tuzla, 15,4 km väster om Hrasno Gornje. 
I omgivningarna runt Hrasno Gornje växer i huvudsak lövfällande lövskog.